# Chedzoy
Chedzoy is een civil parish in het bestuurlijke gebied Sedgemoor, in het Engelse graafschap Somerset met 404 inwoners.